# 浩波错
浩波错（藏語：ཧའོ་བོ་མཚོ།，威利转写：ha'o bo mtsho，THL：Haowo Tso）位于中国西藏自治区那曲市尼玛县境内，地处尼玛县中东部，东与映天湖相邻。湖面海拔4831米，面积15平方公里。湖区气候干寒，年均气温-6℃，年降水量200～350毫米。湖水主要依靠泉水补给，集水区面积670平方公里。